# Sergej Aksënov
Sergej Valer'evič Aksёnov (in russo Сергей Валерьевич Аксёнов?, in ucraino Сергій Валерійович Аксьонов?, Serhij Valerijovyč Aks'onov, traslitterazione anglosassone Sergey Valeryevich Aksyonov; Bălți, 26 novembre 1972) è un politico russo, già deputato della sesta legislatura (2010-2014) e primo ministro della Repubblica autonoma di Crimea, ed attuale Capo della Repubblica di Crimea, territorio ucraino sottratto all'Ucraina e annesso dalla Federazione Russa, a seguito dell'invasione russa durante la crisi del 2014.

## Biografia

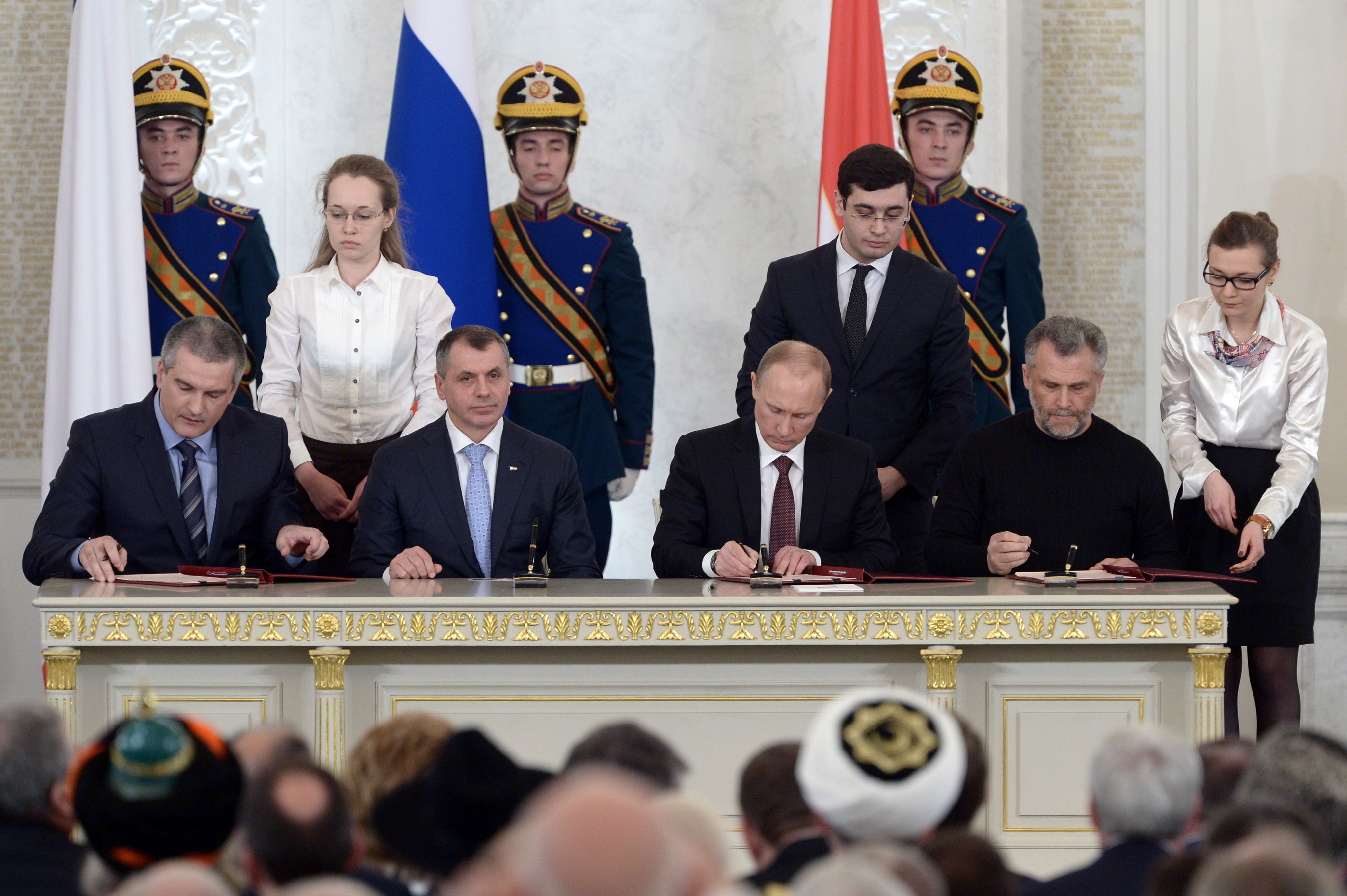
Firma del trattato di adesione della Repubblica di Crimea alla Federazione Russa; da sinistra a destra: Sergej Aksënov, primo ministro della Repubblica di Crimea; Vladimir Konstantinov, presidente del Consiglio supremo della Repubblica di Crimea; Vladimir Putin, presidente della Federazione Russa; Aleksej Čalyj, sindaco-governatore di Sebastopoli.

Nasce nel 1972 a Bălți, nell'odierna Moldavia, da una famiglia di nazionalità russa. Il padre era leader della comunità russofona del nord della Moldavia. Nel 1989 la sua famiglia si trasferì in Crimea. Si iscrive a un istituto per diventare ingegnere militare dell'Armata Rossa poco prima della dissoluzione dell'Unione Sovietica. In seguito all'indipendenza dell'Ucraina rifiutò di prestare giuramento all'Ucraina che considerava "un'appendice mozzata della Russia".
Nel 1993 si è diplomato al Collegio Superiore Politico-Militare di Costruzioni di Sinferopoli. Dal 1993 al 1998 è stato vice direttore presso una società denominata "Ellada". Dall'ottobre 1998 al marzo 2001 è stato vicedirettore della società "Asteriks", e dall'aprile 2001 è Vice Direttore della società "Eskada". Aks'onov è anche il capo dell'organizzazione della lotta greco-romana della Crimea.
Nel 2008 inizia la sua carriera politica all'interno della comunità russa della Crimea che rappresenta la maggioranza nella repubblica autonoma dell'Ucraina. Nel 2008 entra nel partito Unità Russa di cui diventa presidente nel 2010. Viene eletto nelle elezioni regionali della Crimea che porteranno al partito solo tre seggi su 100.
In seguito alla crisi di Crimea del 2014, il 27 febbraio prende il potere diventando Primo Ministro della Repubblica Autonoma di Crimea. L'11 marzo la Repubblica proclama unilateralmente l'indipendenza. Dopo un referendum firma l'annessione alla Federazione Russa assieme al sindaco di Sebastopoli e al presidente russo Vladimir Putin. Tutti i suoi atti sono considerati dal governo ucraino illegali.
È ricercato dal governo ucraino secondo l'art. 109 parte prima del codice penale ucraino.